# Стахановка (Инжавинский район)
Стахановка — деревня в Инжавинском районе Тамбовской области. Входит в состав сельского поселения Марьевский сельсовет.

## География
Находится вблизи реки Шибряйка и урочища Петровка, примерно в 700 метрах от посёлка Первомайский.
В деревне одна улица — Стахановская.

## История
До 2010 года входил в Ломовский сельсовет. Согласно Закону Тамбовской области от 8 ноября 2010 года № 702-З Ломовский и Марьевский сельсоветы объединены в Марьевский сельсовет.

## Население
| 2010 |
| ---- |
| 3    |

## Инфраструктура
Личное подсобное хозяйство.

## Транспорт
Ближайшая остановка общественного транспорта — «Первомайский» находится в 900 метрах по автодороге.